# Borsukî, Nova Ușîțea
Borsukî (în ucraineană Борсуки) este localitatea de reședință a comunei Borsukî din raionul Nova Ușîțea, regiunea Hmelnîțkîi, Ucraina.

## Demografie
Componența lingvistică a localității Borsukî
     Ucraineană (97,19%)
     Rusă (1,97%)
     Alte limbi (0,84%)
Conform recensământului din 2001, majoritatea populației localității Borsukî era vorbitoare de ucraineană (97,19%), existând în minoritate și vorbitori de rusă (1,97%).